# Смитфилд (Небраска)
Смитфилд (енгл. Smithfield) град је у америчкој савезној држави Небраска.

## Демографија
По попису из 2010. године број становника је 54, што је 14 (-20,6%) становника мање него 2000. године.
| Група             | 2000.       | 2010.      |
| Белци             | 68 (100,0%) | 51 (94,4%) |
| Афроамериканци    | 0 (0,0%)    | 0 (0,0%)   |
| Азијати           | 0 (0,0%)    | 1 (1,9%)   |
| Хиспаноамериканци | 0 (0,0%)    | 0 (0,0%)   |
| Укупно            | 68          | 54         |